# Teixidor canyella
El teixidor canyella (Ploceus badius) és un ocell de la família dels ploceids (Ploceidae).

## Hàbitat i distribució
Habita sabanes àrida de l'est del Sudan i Sudan del Sud.